# Liparis hirundo
Liparis hirundo är en orkidéart som beskrevs av Richard Eric Holttum. Liparis hirundo ingår i släktet gulyxnen, och familjen orkidéer. Inga underarter finns listade i Catalogue of Life.